# Адоний
Адо́ний, Адони́ческий стих (др.-греч. Ἀδώνιος) — 5-сложный стих античной метрики, который рассматривается как хориямб + анкепс (произвольный слог): —UU—X, или дактиль + спондей/хорей: —UU|—X. Относится к логаэдам. Название связано с именем Адониса, возгласы-славословия в честь которого имеют такую конфигурацию слогов: ὦ τὸν Ἄδωνιν. Пример:

Rīsit Apōllō

Гораций, Carm. I X, 12

Самостоятельно практически не используется; обычно употребляется в составе строф, чаще всего последним стихом Малой сапфической строфы. В некоторых случаях не отделяется словоразделом от предыдущего стиха:

ἰζάνει καì πλασίον ἆδυ φωνεύ¦¦σας ὑπακούει.

Сапфо

Grosphe, non gemmis neque purpura ve¦¦nale nec auro.

Гораций, Carm. II XVI, 7—8

(Это может свидетельствовать о том, что первоначально адония как отдельного элемента в этой строфе не было.)
В русской традиции адонию соответствует двустопный дактиль с женским окончанием.